# Красне (Вигоницький район)
Красне (рос. Красное) — село в Вигоницькому районі Брянської області Російської Федерації.
Населення становить 528 осіб. Входить до складу муніципального утворення Красносельське сільське поселення.

## Історія
Від 2005 року входить до складу муніципального утворення Красносельське сільське поселення.

## Населення
| 2010 | 2013 |
| ---- | ---- |
| 535  | ↘528 |